# 科拉图尔
科拉图尔（Kolathur），是印度泰米尔纳德邦Salem县的一个城镇。总人口10319（2001年）。

## 人口
该地2001年总人口10319人，其中男性5423人，女性4896人；0—6岁人口931人，其中男494人，女437人；识字率61.70%，其中男性为69.59%，女性为52.96%。